# Замок Тек
Замок Тек — руинированный средневековый замок к югу от города Кирхгайм-унтер-Тек в немецкой федеральной земле Баден-Вюртемберг.

## Географическое расположение
Замок выстроен на горе Текберг (нем. Teckberg) на высоте 773 м над уровнем моря, над долиной Лаутера.
Административно замок подчиняется городу Овен в округе Эсслинген.

## История
Самое раннее письменное упоминание замка (suum castrum silicet Thecche) встречается в договоре 1152 года между императором Фридрихом Барбароссой и герцогом Конрадом фон Церинген, согласно которому герцог обещал военную поддержку императору в его запланированном итальянском походе.
Изначально замок с прилегающими территориями составлял ядро владений Церингенов, и с 1178 года принадлежал младшей побочной линии Церингенов, называвших себя с этого времени герцогами фон Тек. Финансовые трудности, однако, побудили их в 1303 году продать половину замка Габсбургам, и затем в 1381 году вторую половину — вюртембергским графам. Тем самым замок потерял свой характер герцогской резиденции, и был отныне местом пребывания фогта. В XV веке род фон Тек пресёкся, и их герцогский титул в 1495 году был перенесён на графов фон Вюртемберг.
В 1519 году защитники замка выступили на стороне Швабского союза против вюртембергского герцога Ульриха.
В 1525 году в Крестьянской войне замок Тек был полностью разрушен.
В XVIII веке герцог Карл Александр планировал превратить Тек в современную крепость; начатые в 1736 году строительные работы, были прерваны, однако, уже в 1737 году в связи со смертью герцога. Возведённые здания были разобраны в 1738 году, и с тех пор замок является руиной.

## Замок Тек и английская королевская семья
Слава замка и связанного с ним герцогского титула снова дала о себе знать в XIX веке: Франц, сын заключившего морганатический брак герцога Александра, племянника вюртембергского короля Фридриха I, исключённый из права престолонаследия, получил в 1837 году княжеский, и в 1871 году герцогский титул фон Тек. В 1866 году Франц Текский женился на внучке английского короля Георга III принцессе Мэри. Их дочь Мария была, в свою очередь, женой британского короля Георга V, привнеся, таким образом, имя фон Тек в официальную титулатуру британских монархов.

## Современное использование

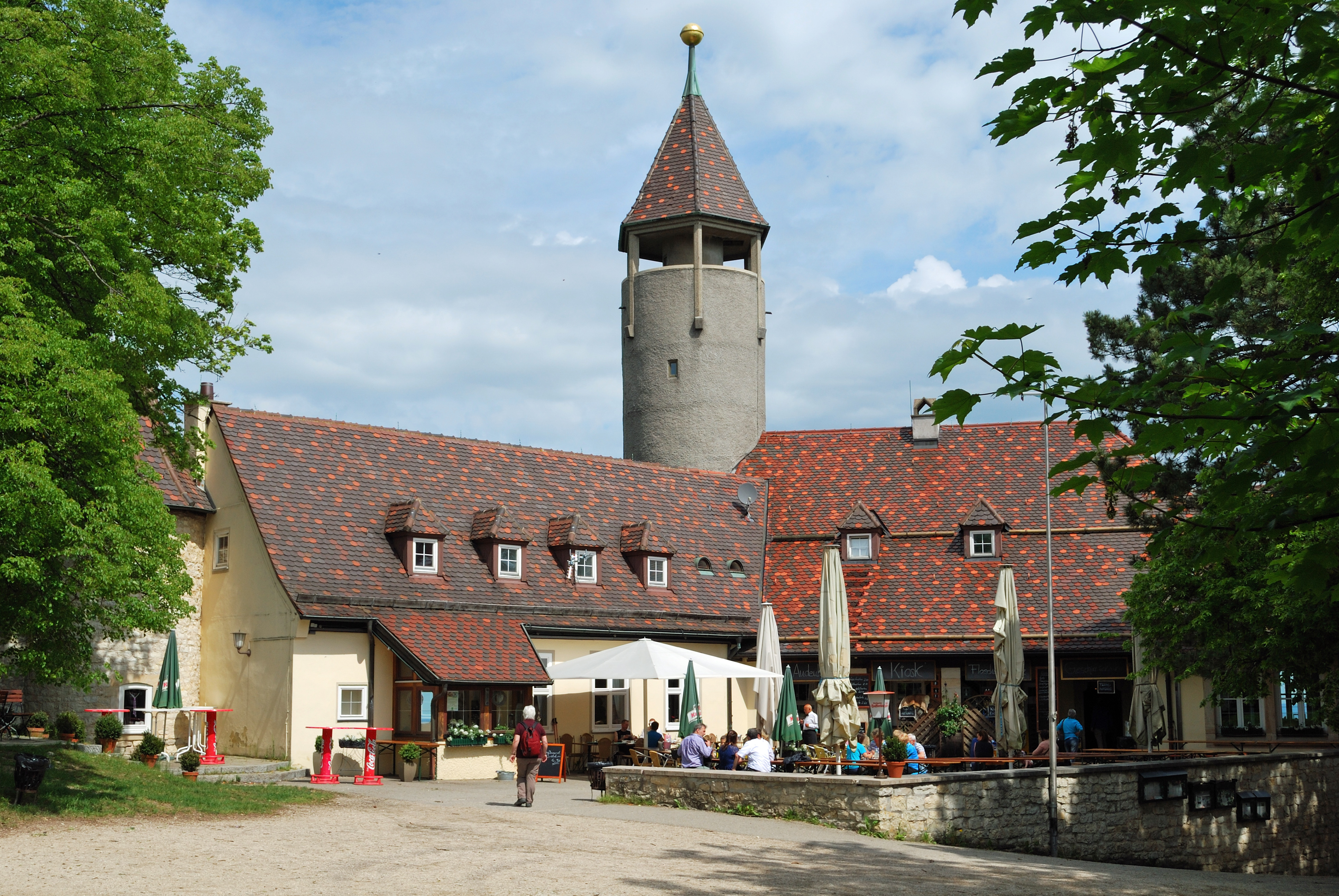
Двор

В 1889 году по инициативе Общества Швабского Альба (нем. Schwäbischer Albverein) на фундаментах старого бергфрида (главной башни) была возведена обзорная башня и небольшая беседка для путешественников. В 1933 году к ним был пристроен зал для проведения различного рода мероприятий, названный в честь поэта Эдуарда Мёрике.
С 1941 году замок Тек официально принадлежит Обществу Швабского Альба. В 1954—1955 годах зал Мёрике был расширен и перестроен в гостиницу с рестораном.
В 1999 году территория вокруг замка вошла в природоохранную зону «Тек».